# Xerraire alablau
El xerraire alablau (Trochalopteron squamatum) és un ocell de la família dels leiotríquids (Leiothrichidae).

## Hàbitat i distribució
Habita la selva pluvial a l'Himàlaia del nord-est de l'Índia des del centre de Nepal cap a l'est fins Arunachal Pradesh i cap al sud fins Khasi i Cachar, Manipur i Nagaland, oest, centre, nord-est i est de Myanmar, sud-oest de la Xina a l'oest i sud de Yunnan i nord del Vietnam al nord-oest de Tonquín.